# Ɩ̃᷇
Cette page contient des caractères spéciaux ou non latins. S’ils s’affichent mal (▯, ?, etc.), consultez la page d’aide Unicode.
Ɩ̃᷇ (minuscule : ɩ̃᷇), appelé iota tilde aigu-macron, est un graphème utilisé dans l’écriture du tafi.
Il s’agit de la lettre iota diacritée d'un tilde et d’un aigu-macron.

## Utilisation
En tafi, le iota tilde aigu-macron est utilisé pour représenter une voyelle nasalisée avec un ton montant bas-moyen, par exemple dans l’indicateur de direction  ɩkɩ̃᷇ comme dans la phrase Botsiré ʊ́lɔ́ nɩ́ ’kɩ̃᷇... « Viens nous le dire ici... ».

## Représentations informatiques
Le iota tilde aigu-macron peut être représenté avec les caractères Unicode suivants (latin étendu B, Alphabet phonétique international, diacritiques) :
| formes    | représentations | chaînes de caractères | points de code       | descriptions                                                           |
| --------- | --------------- | --------------------- | -------------------- | ---------------------------------------------------------------------- |
| capitale  | Ɩ̃᷇               | Ɩ◌̃ ◌᷇                  | U+0196 U+0303 U+1DC7 | lettre majuscule latine iota diacritique tilde diacritique aigu-macron |
| minuscule | ɩ̃᷇               | ɩ◌̃ ◌᷇                  | U+0269 U+0303 U+1DC7 | lettre minuscule latine iota diacritique tilde diacritique aigu-macron |